# چرخ پره‌ای

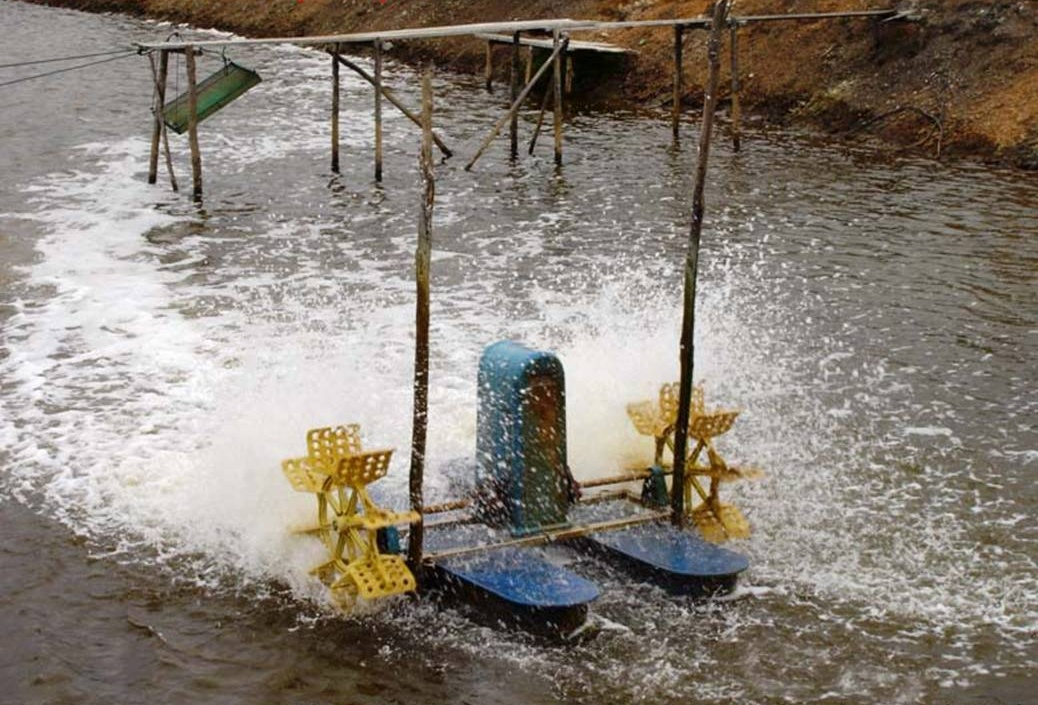
پره‌های چرخنده که در استخر پرورش میگو در اندونزی استفاده می‌شود.

چرخ پره‌ای، چرخ پره‌دار یا پره‌های چرخنده (به انگلیسی: Paddle wheel) شکلی از چرخ آبی یا پروانه است که در آن چندین پارو در اطراف چرخ قرار دارند. کاربردهای مختلفی دارد که برخی از آنها عبارتند از:
- پمپاژ آب بسیار کم‌ارتفاع، مانند سیلابی شدن مزارع شالیزاری با سرعت بیش از ۰٫۵ متر (۲۰ اینچ) ارتفاع بالاتر از منبع آب.[۱]
- برای جابه‌جایی و مخلوط کردن کشت جلبک در حوضچه‌های تندراهه مورد استفاده برای پرورش جلبک.
- نیروی محرکه کشتی‌های آبی (به عنوان چرخ پارویی)
- نیروی آبی کم سر (به عنوان چرخ آب)
- سنسورهای جریان
- هواده‌ها

چرخ پره‌ای یک اختراع باستانی است اما امروزه هنوز در طیف گسترده‌ای از کاربردهای صنعتی و کشاورزی استفاده می‌شود.